# A 14. dalai láma hivatalos találkozóinak listája
A 14. dalai láma hivatalos találkozóinak listáján azok a külföldi (nem tibeti) vezető politikusok, vallási vezetők és egyéb neves személyek szerepelnek, akikkel a tibeti buddhista láma hivatalos keretek között találkozott 1954 óta. A 14. dalai láma legelőször 1954-ben, azaz 19 éves korában utazott külföldre, amikor kínai kommunista párt meghívásából közel egy évet töltött Kínában. Egy évvel később, második külföldi útján az indiai Mahábódhi Társaság meghívása után vett részt Buddha 2500. születésnapi ünnepségén. Négy évvel később már menekültként tért vissza Indiába, ahol végül Dharamszalában kapott lehetőséget az indiai kormánytól a letelepedésre. Első külföldi útja Thaiföldre vezetett 1967-ben, Európába 1973-ban, az amerikai kontinensre 1979-ben látogatott először. Magyarországon elsőként útban Rómába (II. János Pál pápához), az 1982. szeptember 26-ról 27-ére virradó éjszakát töltötte hazánkban, a Magyar Népköztársaság kormányának vendégházában, ahol a kormány részéről Marjai József miniszterelnök helyettes fogadta. A repülőtéri váróban – a mongol nagykövet mellett – találkozott Hetényi Ernővel, a Magyarországi Buddhista Misszió alapító-vezetőjével. Hazánkban összesen eddig hét alkalommal járt.
A hivatalos találkozói mellett a dalai láma számos országban fordult meg, ahol meghívásoknak eleget téve tartott előadásokat, tanításokat és beszédeket, amelyek során elsősorban a három, egész életre szóló, kötelezettségeinek (a kötelezettségeiről bővebben: itt) megfelelően szólt az emberekhez.

## Lista
Az alábbi lista nem tartalmazza a vallási vezető összes külföldi utazását, itt a dalai láma hivatalos oldalán található azon lista szerepel, amely a vezető politikusokkal, vallási vezetőkkel és egyéb neves személyekkel való találkozásai szerepelnek.

### Száműzetés előtt
| Dátum     | Találkozó                                                                                               | Város    | Ország |
| --------- | --- | -------- | ------ |
| 1954-1955 | Teng Hsziao-ping, Liu Sao-hszi, Csu Tö politikus, Csou En-laj, Mao Ce-tung kínai kommunista politikusok | Peking   | Kína   |
| 1955      | Dzsaváharlál Nehru, Sarvepalli Radhakrishnan, Rajendra Prasad indiai politikusok                        | Új-Delhi | India  |

### 1959-1990
| Dátum                 | Találkozó                                                                                      | Város        | Ország                    |
| --------------------- | ---------------------------------------------------------------------------------------------- | ------------ | ------------------------- |
| 1959. április 24.     | Dzsaváharlál Nehru indiai politikus                                                            | Új-Delhi     | India                     |
| 1961. április 16.     | Dzsaváharlál Nehru indiai politikus                                                            | Új-Delhi     | India                     |
| 1961. április 17.     | Rajendra Prasad indiai politikus                                                               | Új-Delhi     | India                     |
| 1961. április 18.     | Sarvepalli Radhakrishnan indiai politikus                                                      | Új-Delhi     | India                     |
| 1961. április 19.     | Dzsaváharlál Nehru indiai politikus                                                            | Új-Delhi     | India                     |
| 1962. március 13.     | Sarvepalli Radhakrishnan indiai politikus                                                      | Új-Delhi     | India                     |
| 1962. március 25-26.  | Dzsaváharlál Nehru indiai politikus                                                            | Új-Delhi     | India                     |
| 1962. október 17.     | Zakir Husain, indiai politikus                                                                 | Új-Delhi     | India                     |
| 1962. október 18.     | Dzsaváharlál Nehru indiai politikus                                                            | Új-Delhi     | India                     |
| 1964. május 18.       | Sarvepalli Radhakrishnan indiai politikus                                                      | Új-Delhi     | India                     |
| 1964. május 22.       | Dzsaváharlál Nehru indiai politikus                                                            | Új-Delhi     | India                     |
| 1964. május 22.       | Zakir Husain, indiai politikus                                                                 | Új-Delhi     | India                     |
| 1964. május 24.       | Lal Bahadur Shastri, indiai politikus                                                          | Új-Delhi     | India                     |
| 1964. szeptember 23.  | Lal Bahadur Shastri, indiai politikus                                                          | Új-Delhi     | India                     |
| 1965. október 27.     | Lal Bahadur Shastri, indiai politikus                                                          | Új-Delhi     | India                     |
| 1966. január 12.      | Jakov Blazevic, jugoszláv politikus                                                            | Új-Delhi     | India                     |
| 1966. augusztus 4.    | Sarvepalli Radhakrishnan, indiai politikus                                                     | Új-Delhi     | India                     |
| 1966. augusztus 6.    | Indira Gandhi, indiai politikus                                                                | Új-Delhi     | India                     |
| 1967. szeptember 24.  | V.V. Giri, Zakir Husain és Indira Gandhi, indiai politikusok                                   | Új-Delhi     | India                     |
| 1967. november 14-17. | Thanom Kittikachorn miniszterelnök és Bhumibol Adulyadej, IX. Ráma király                      | Bangkok      | Thaiföld                  |
| 1968. november 27-28. | V.V. Giri, Zakir Husain és Indira Gandhi, indiai politikusok                                   | Új-Delhi     | India                     |
| 1969. október 1-16.   | V.V. Giri, Indira Gandhi, Khan Abdul Gaffar Khan, Gopal Swarup Pathak, indiai politikusok      | Új-Delhi     | India                     |
| 1972. január 28.      | IX. Ráma thaiföldi király                                                                      | Bangkok      | Thaiföld                  |
| 1973. január 4.       | Indira Gandhi                                                                                  | Új-Delhi     | India                     |
| 1973. szeptember 30.  | VI. Pál pápa                                                                                   | Róma         | Vatikán                   |
| 1973. október 2.      | Sadruddin Aga Khan herceg, az Az ENSZ Menekültügyi Főbiztosa                                   | Genf         | Svájc                     |
| 1973. október 9.      | Lippe-Biesterfeld Bernhard hercege                                                             | Amszterdam   | Hollandia                 |
| 1973. október 10.     | Frank Aiken külügyminiszter, Liam Cosgrave miniszterelnök és Erskine Hamilton Childers államfő | Dublin       | Írország                  |
| 1973. október 19.     | Péter Görögöszág és Dánia hercege                                                              | Oslo         | Norvégia                  |
| 1973. október 25.     | Michael Ramsey, Canterbury érsek                                                               | London       | Egyesült Királyság        |
| 1974. március 20.     | V.V. Giri                                                                                      | Új-Delhi     | India                     |
| 1977. január 31.      | Indira Gandhi                                                                                  | Új-Delhi     | India                     |
| 1977. július 22.      | Morárdzsi Deszái                                                                               | Új-Delhi     | India                     |
| 1977. augusztus 26.   | Neelam Sanjiva Reddy                                                                           | Új-Delhi     | India                     |
| 1978. szeptember 18.  | Morárdzsi Deszái                                                                               | Új-Delhi     | India                     |
| 1978. november 6.     | J.R. Jayewardene                                                                               | Új-Delhi     | Srí Lanka                 |
| 1979. január 22.      | Morárdzsi Deszái                                                                               | Új-Delhi     | India                     |
| 1979. július 7.       | Morárdzsi Deszái                                                                               | Új-Delhi     | India                     |
| 1979. szeptember 15.  | Lee Dreyfus, Wisconsin kormányzója                                                             | Madison      | Amerikai Egyesült Államok |
| 1980. október 9.      | II. János Pál pápa                                                                             | Róma         | Vatikán                   |
| 1980. november 1.     | Suzuki Zenko, japán miniszterelnök                                                             | Tokió        | Japán                     |
| 1981. október 14.     | Indira Gandhi                                                                                  | Új-Delhi     | India                     |
| 1982. február 15.     | Indira Gandhi                                                                                  | Új-Delhi     | India                     |
| 1982. július 27.      | Tunku Abdul Rahman, Malajzia korábbi miniszterelnöke                                           | Kuala Lumpur | Malajzia                  |
| 1982. augusztus 2.    | Adam Malik, Indonézia elnökhelyettese                                                          | Jakarta      | Indonézia                 |
| 1982                  | II. János Pál pápa                                                                             | Róma         | Vatikán                   |
| 1983. január 24.      | Indira Gandhi                                                                                  | Új-Delhi     | India                     |
| 1984. február 15.     | Indira Gandhi                                                                                  | Új-Delhi     | India                     |
| 1984. július 3.       | Robert Runcie, canterburyi érsek                                                               | London       | Egyesült Királyság        |
| 1985. március 28.     | Radzsiv Gandhi                                                                                 | Új-Delhi     | India                     |
| 1985. augusztus 5.    | Zail Singh és Radzsiv Gandhi                                                                   | Új-Delhi     | India                     |
| 1986. február 1.      | Zail Singh és Radzsiv Gandhi                                                                   | Új-Delhi     | India                     |
| 1986. május 13.       | Rudolf Kirchschläger, osztrák miniszterelnök                                                   | Bécs         | Ausztria                  |
| 1986. május 17-20.    | Irén, Juliána holland hercegnők és Lippe-Biesterfeld-i Bernhard herceg                         | Amszterdam   | Hollandia                 |
| 1986. szeptember 11.  | I. Pimen, orosz ortodox pátriárka                                                              | Moszkva      | Szovjetunió               |
| 1986. október 27.     | II. János Pál pápa                                                                             | Róma         | Vatikán                   |
| 1987. szeptember 12.  | R. Venkataraman                                                                                | Új-Delhi     | India                     |
| 1987. szeptember 20.  | Jimmy Carter, korábbi USA elnök                                                                | Atlanta      | Amerikai Egyesült Államok |
| 1988. április 13.     | Robert Runcie, canterburyi érsek                                                               | London       | Egyesült Királyság        |
| 1988. június 14.      | II. János Pál pápa                                                                             | Róma         | Vatikán                   |
| 1988. június 18.      | Sadruddin Aga Khan herceg                                                                      | Genf         | Svájc                     |
| 1988. november 17.    | Radzsiv Gandhi                                                                                 | Új-Delhi     | India                     |
| 1989. január 10.      | Radzsiv Gandhi                                                                                 | Új-Delhi     | India                     |
| 1989. november 11.    | Radzsiv Gandhi                                                                                 | Új-Delhi     | India                     |
| 1989. június 27.      | Óscar Arias Sánchez, Costa Rica elnöke                                                         | San José     | Costa Rica                |
| 1989. július 3.       | Carlos Salinas de Gortari, Mexikó elnöke                                                       | Mexikóváros  | Mexikó                    |
| 1989. december 7-8.   | Willy Brandt, korábbi nyugat-német kancellár és Rita Süssmuth politikus                        | Berlin       | Nyugat-Németország        |
| 1989. december 9-11.  | Jan P. Syse miniszterelnök, V. Olaf király és Kjell Magne Bondevik, külügyminiszter            | Oslo         | Norvégia                  |

### 1990-2000
| Dátum                            | Találkozó | Város                     | Ország                    |
| -------------------------------- | --- | ------------------------- | ------------------------- |
| 1990. március 3.                 | Václav Havel, csehszlovák elnök | Prága                     | Csehszlovákia             |
| 1990. április 24.                | Mark Eyskens belga külügyminiszter | Brüsszel                  | Belgium                   |
| 1990. június 1.                  | II. János Pál pápa | Róma                      | Vatikán                   |
| 1990. június 4.                  | Navarra autonóm kormányának elnöke, Gabriel Urralburu | Pamplona                  | Spanyolország             |
| 1990. szeptember 5.              | a Baleár-szigetek autonóm kormányának elnöke, Gabriel Canellas | Mallorca                  | Spanyolország             |
| 1990. szeptember 10.             | Hans van den Broek, külügyminiszter | Amszterdam                | Hollandia                 |
| 1990. december                   | Kancsi Kamakoti apátja (sankaracsarija) | Csennai                   | India                     |
| 1990. október 4.                 | Chandra Shekhar , indiai miniszterelnök | Delhi                     | Németország               |
| 1990. október 4.                 | Richard von Weizsäcker, német államfő | Bonn                      | India                     |
| 1991. március 18-21.             | Richárd gloucesteri herceg, Károly walesi herceg, Lord James Mackay, ill. Bernard Weatherhill, Neil Kinnock politikusok | London                    | Egyesült Királyság        |
| 1991. március 22.                | Mary Robinson, ír államfő | Dublin                    | Írország                  |
| 1991. április 16.                | George H. W. Bush, USA elnök, Violeta Chamorro, Nicaragua elnöke, Dan Quayle, USA elnökhelyettes, Jiří Dienstbier, csehszlovák külügyminiszter, továbbá: Jeane Kirkpatrick, George Mitchell, Tom Foley amerikai politikusok | Washington                | Amerikai Egyesült Államok |
| 1991. július 16.                 | II. János Ádám liechtensteini herceg | Vaduz                     | Liechtenstein             |
| 1991. július 19.                 | René Felber, svájci külügyminiszter | Bern                      | Svájc                     |
| 1991. augusztus 16.              | P.V. Narasimha Rao, indiai miniszterelnök | Új-Delhi                  | India                     |
| 1991. szeptember 29 – október 2. | Vytautas Landsbergis, államfő, Gediminas Vagnorius, miniszterelnök és Anatolijs Gorbunovs | Vilnius                   | Litvánia                  |
| 1991. október 4.                 | Ülo Nugis, Észtország legfelsőbb tanácsának elnöke, Indrek Toome, külügyi biztos | Tallinn                   | Észtország                |
| 1991. október 5.                 | Zhelyu Zhelev, államfő | Szófia                    | Bulgária                  |
| 1991. október 10.                | Farah iráni császárné | Hartford                  | Amerikai Egyesült Államok |
| 1991. december 2.                | John Major, angol miniszterelnök | London                    | Amerikai Egyesült Államok |
| 1991. december 3-5.              | Margaretha af Ugglas, külügyminiszter, XVI. Károly Gusztáv svéd király és Szilvia svéd királyné | Stockholm                 | Svédország                |
| 1991. december 7-8.              | Gro Harlem Brundtland, norvég miniszterelnök, Lech Wałęsa (lengyel államfő) és Desmond Tutu érsek (Nobel-békedíjasok) | Oslo                      | Norvégia                  |
| 1992. március 3.                 | P.V. Narasimha Rao, indiai miniszterelnök | Új-Delhi                  | India                     |
| 1992. május 4-8.                 | Paul Keating, Ausztrália miniszterelnöke, Foreign Minister of Ausztrália Gareth Evans, Son Sann, kambodzsai miniszterelnök                                                                                                  | Canberra, Melbourne       | Ausztrália                |
| 1992. május 13.                  | Don McKinnon, külügyminiszter és Jim Bolger, miniszterelnök | Wellington                | Új-Zéland                 |
| 1992. június 11.                 | Carlos Menem államfő | Buenos Aires              | Argentína                 |
| 1992. június 20.                 | Patricio Aylwin államfő | Santiago de Chile         | Chile                     |
| 1992. szeptember 12.             | Shankar Dayal Sharma miniszterelnök | Delhi                     | India                     |
| 1993. április 27.                | Al Gore, elnökhelyettes és Bill Clinton, elnök | Washington                | Amerikai Egyesült Államok |
| 1993. május 10-12.               | Douglas Hurd külügyminiszter és George Carey, canterburyi érsek | London                    | Egyesült Királyság        |
| 1993. május 17.                  | Lech Wałęsa lengyel államfő | Varsó                     | Lengyelország             |
| 1993. június 14.                 | Thomas Klestil osztrák államfő | Bécs                      | Ausztria                  |
| 1994. április 14.                | John D. Waihee III hawaii kormányzó | Honolulu                  | Amerikai Egyesült Államok |
| 1994. április 29.                | Rita Süssmuth politikus | Frankfurt am Main         | Németország               |
| 1994. június 4.                  | I. Julianna holland királynő és Pieter Kooijmans külügyminiszter | Amszterdam                | Hollandia                 |
| 1994. június 7.                  | Willy Claes külügyminiszter | Brüsszel                  | Belgium                   |
| 1994. június 14.                 | Gabriele Gatti politikus | San Marino                | San Marino                |
| 1994. június 16-17.              | Irene Pivetti, Oscar Luigi Scalfaro és Carlo Scognamiglio politikusok | Róma                      | Olaszország               |
| 1994. június 17.                 | II. János Pál pápa | Róma                      | Vatikán                   |
| 1994. július 4-5.                | Violeta Chamorro, Ernesto Leal, Luis Humberto Guzman politikusok | Managua                   | Nicaragua                 |
| 1995. május 3.                   | Antje Vollmer parlamenti elnök helyettes | Bonn                      | Németország               |
| 1995. augusztus 1.               | Nambaryn Enkhbayar kultúrminiszter | Ulánbátor                 | Mongólia                  |
| 1996. május 15.                  | Niels Helveg Petersen külügyminiszter | Koppenhága                | Dánia                     |
| 1996. május 2.                   | paavi II. János Pál pápa | Róma                      | Vatikán                   |
| 1996. május 23.                  | Lena Hjelm-Wallén külügyminiszter | Stockholm                 | Svédország                |
| 1996. május 28.                  | Bjorn Tore Godal külügyminiszter | Oslo                      | Norvégia                  |
| 1996. július 17.                 | Douglas Hurd külügyminiszter | London                    | Egyesült Királyság        |
| 1996. augusztus 20-23.           | Nelson Mandela, F. W. de Klerk politikusok és Desmond Tutu érsek | Fokváros, Pretoria        | Dél-afrikai Köztársaság   |
| 1996. szeptember 11.             | Don McKinnon és Jim Bolger politikusok | Wellington                | Új-Zéland                 |
| 1996. szeptember 14.             | Alexander Downer, ausztrál külügyminiszter és John Howard, ausztrál miniszterelnök | Melbourne                 | Ausztrália                |
| 1996. október 23.                | Hans van Mierlo külügyminiszter | Amszterdam                | Hollandia                 |
| 1996. október 23.                | Jacques Santer és Klaus Hansch politikusok | Strasbourg                | Franciaország             |
| 1997. március 27.                | Lee Teng-hui elnök | Tajpej                    | Tajvan                    |
| 1997. április 16.                | Jose Antonio Ardanza Garro és Joseba Andoni Leizaola Azpiazu baszk politikusok | Guernica, Vitoria-Gasteiz | Spanyolország             |
| 1997. április 23.                | Madeleine Albright, Al Gore és Bill Clinton politikusok | Washington                | Amerikai Egyesült Államok |
| 1997. június 16.                 | I.K. Gujral miniszterelnök | Delhi                     | India                     |
| 1997. szeptember 5.              | Václav Havel államfő | Prága                     | Csehország                |
| 1998. április 2.                 | K.R. Narayanan és Krishan Kanth politikusok | Delhi                     | India                     |
| 1998. április 6.                 | Mikhail Gorbachev volt szovjet államfő | Kiotó                     | Japán                     |
| 1998. május 4-11.                | Jimmy Carter, Christine Todd Whitman, Mary Robinson, Bill Richardson politikusok | New York                  | Amerikai Egyesült Államok |
| 1998. június 9.                  | Wolfgang Schüssel külügyminiszter | Bécs                      | Ausztria                  |
| 1998. június 17.                 | Laurent Fabius politikus | Párizs                    | Franciaország             |
| 1998. november 10.               | Madeleine Albright, Al Gore és Bill Clinton politikusok | Washington                | Amerikai Egyesült Államok |
| 1998. december 8.                | Mary Robinson, Kofi Annan, ENSZ, ill. Lionel Jospin, Franciaország miniszterelnöke és Jacques Chirac, Franciaország államfője                                                                                               | Párizs                    | Franciaország             |
| 1999. április 7.                 | Fernando Henrique Cardoso államfő | Brazíliaváros             | Brazília                  |
| 1999. április 13.                | Eduardo Frei Ruiz-Tagle államfő | Santiago de Chile         | Chile                     |
| 1999. május 4.                   | Jean-Luc Dehaene, miniszterelnök | Brüsszel                  | Belgium                   |
| 1999. május 10-12.               | Károly walesi herceg, Robin Cook, külügyminiszter, George Carey, canterburyi érsek, Tony Blair, angol miniszterelnök | London                    | Egyesült Királyság        |
| 1999. július 16-17.              | Otto Schily, Joschka Fischer, politikusok | Bonn                      | Németország               |
| 1999. október 18.                | Wim Kok, miniszterelnök, Jozias van Aartsen külügyminiszter | Hága                      | Hollandia                 |
| 1999. október 26.                | Massimo D’Alema, olasz miniszterelnök | Róma                      | Olaszország               |
| 1999. október 28.                | II. János Pál pápa | Róma                      | Vatikán                   |
| 1999. november 24.               | Avraham Burg, Yossi Sarid politikusok | Jeruzsálem                | Izrael                    |

### 2000-2010
| Dátum                               | Találkozó | Város                             | Ország                    |
| ----------------------------------- | --- | --------------------------------- | ------------------------- |
| 2000. május 11.                     | Jerzy Buzek, miniszterelnök és Maciej Plazynski politikus                                                                                               | Varsó                             | Lengyelország             |
| 2000. május 16-17.                  | Göran Persson, miniszterelnök, Anna Lindh, külügyminiszter, Birgitta Dahl politikus                                                                     | Stockholm                         | Svédország                |
| 2000. május 21.                     | Poul Nyrup Rasmussen, miniszterelnök | Koppenhága                        | Dánia                     |
| 2000. május 22-23.                  | Jens Stoltenberg, miniszterelnök, Thorbjørn Jagland, külügyminiszter, V. Harald, király                                                                 | Oslo                              | Norvégia                  |
| 2000. június 20 – július 3.         | Madeleine Albright, Richard Holbrooke, Bill Clinton politikusok                                                                                         | Washington                        | Amerikai Egyesült Államok |
| 2000. október 11-13.                | Martonyi János, külügyminiszter, Orbán Viktor, miniszterelnök                                                                                           | Budapest                          | Magyarország              |
| 2000. október 16.                   | Václav Havel, államfő | Prága                             | Csehország                |
| 2000. október 21.                   | Mary McAleese, államfő | Belfast                           | Egyesült Királyság        |
| 2001. január 29.                    | Atal Behari Vajpayee, miniszterelnök | Delhi                             | India                     |
| 2001. április 2-7.                  | Chang Chun-hsiung, miniszterelnök, Chen Shuibian, államfőj, Annette Lu államfő helyettes                                                                | Tajpej                            | Tajvan                    |
| 2001. május 6.                      | Ruth Dreifuss, belügyminiszter | Bázel                             | Svájc                     |
| 2001. május 9-23.                   | George W. Bush, USA elnök, Colin Powell, államtitkár, és több amerikai politikus                                                                        |                                   | Amerikai Egyesült Államok |
| 2001. június 19.                    | Mart Laar, miniszterelnök | Tallinn                           | Észtország                |
| 2001. június 21-23.                 | Andris Bērziņš, miniszterelnök, Vaira Vīķe-Freiberga, államfő                                                                                           | Riga                              | Lettország                |
| 2001. június 24.                    | Valdas Adamkus, államfő | Vilnius                           | Litvánia                  |
| 2001. július 3.                     | Atal Behari Vajpayee, miniszterelnök | Delhi                             | India                     |
| 2001. október 24.                   | Nicole Fontaine, az Európai parlament elnöke, Simeon Saxe-Coburg-Gotha, bolgár miniszterelnök                                                           | Strasbourg                        | Franciaország             |
| 2001. november 27-28.               | Jorge Sampaio, portugál államfő | Fátima,                           | Portugália                |
| 2001. november 28.                  | Gianni Alemanno, olasz mezőgazdasági miniszter | Pomaia                            | Olaszország               |
| 2002. május 28.                     | Jim Anderton, új-zélandi miniszterelnök, Phil Goff külügyminiszter                                                                                      | Wellington                        | Új-Zéland                 |
| 2002. július 2.                     | Václav Havel, államfő | Prága                             | Csehország                |
| 2002. július 4-6.                   | Dimitrij Rupel, szlovén külügyminiszter, Milan Kučan, államfő, Janez Drnovšek, miniszterelnök, Borut Pahor, szlovén nemzetgyűlés elnöke                 | Ljubljana                         | Szlovénia                 |
| 2002. július 8.                     | Ivica Račan, horvát miniszterelnök | Zágráb                            | Horvátország              |
| 2002. október 8.                    | Bhairon Singh Shekhawat, államfő helyettes, A.P.J. Abdul Kalam államfő                                                                                  | Delhi                             | India                     |
| 2002. október 13.                   | Benita Ferrero-Waldner, osztrák külügyminiszter | Graz                              | Ausztria                  |
| 2002. november 7.                   | Nambaryn Enkhbayar, mongol miniszterelnök | Ulánbátor                         | Mongólia                  |
| 2003. május 27.                     | George Fernandes védelmi miniszter | Delhi                             | India                     |
| 2003. május 30.                     | Joschka Fischer, német külügyminiszter, Wolfgang Thierse, a német parlament elnöke, Claudia Roth, emberjogi biztos                                      | Berlin                            | Németország               |
| 2003. június 3.                     | Björn von Sydow, a svéd parlament szóvivője | Stockholm                         | Svédország                |
| 2003. június 4-6.                   | Anders Fogh Rasmussen, dán miniszterelnök, Per Stig Møller, dán külügyminiszter                                                                         | Koppenhága                        | Dánia                     |
| 2003. szeptember 9-11.              | George W. Bush, USA elnök, további politikusok: Colin Powell, Nancy Pelosi, Tom Daschle, Bill Frist                                                     | Washington                        | Amerikai Egyesült Államok |
| 2003. október 12.                   | Alejandro Toledo, perui államfő | Madrid                            | Spanyolország             |
| 2003. október 14-15.                | Jean-Louis Debré, Christian Poncelet politikusok | Párizs                            | Franciaország             |
| 2003. november 26.                  | Massimo D’Alema, Pier Ferdinando Casini, Margherita Boniver politikusok                                                                                 | Róma                              | Olaszország               |
| 2003. november 27.                  | II. János Pál pápa | Róma                              | Vatikán                   |
| 2003. november 27-28.               | Mikhail Gorbachev, Marcello Pera politikusok | Róma                              | Olaszország               |
| 2004. április 18 – május 6.         | Dalton McGuinty, James Bartleman, Paul Martin, Stephen Harper, Gordon Campbell politikusok                                                              | Vancouver                         | Kanada                    |
| 2004. május 27-28.                  | Michael Howard, Jack Straw, politikusok és Károly walesi herceg, Rowan Williams, Canterbury érsek                                                       | London                            | Egyesült Királyság        |
| 2004. július 3.                     | Manmohan Szingh miniszterelnök és Szonja Gandhi olasz származású politikus                                                                              | Delhi                             | India                     |
| 2004. szeptember 17.                | Jeb Bush kormányzó | Miami                             | Amerikai Egyesült Államok |
| 2004. szeptember 23.                | Sila Calderon kormányzó | San Juan                          | Puerto Rico               |
| 2004. szeptember 26-27.             | Abel Pacheco, Roberto Tovar Faja, Mario Redondo Poveda, Gerardo Gonzalez Esquivel, Guido Saenz politikusok                                              | San José                          | Costa Rica                |
| 2004. szeptember 29.                | Francisco Lainez, Tony Saca, Ana Vilma de Escobar politikusok                                                                                           | San Salvador                      | El Salvador               |
| 2004. október 1.                    | Maria del Carmen Acena, Jorge Briz Abularach, Óscar Berger, Eduardo Stein politikusok                                                                   | Guatemala                         | Guatemala                 |
| 2004. október 5.                    | Santiago Creel, politikus | Mexikóváros                       | Mexikó                    |
| 2004. november 5-7.                 | Mangosuthu Buthelezi, Nelson Mandela politikusok | Johannesburg                      | Dél-afrikai Köztársaság   |
| 2005. május 18-19.                  | Bill Clinton, II. Abdullah jordán király és Ránija jordán királyné                                                                                      | Ammán, Petra                      | Jordánia                  |
| 2005. június 14-15.                 | Kjell Magne Bondevik és Jorgen Kosmo politikusok | Oslo                              | Norvégia                  |
| 2005. június 17-18.                 | Wolfgang Thierse, Angela Merkel politikusok | Berlin                            | Németország               |
| 2005. augusztus 16.                 | Natwar Singh, külügyminiszter | Delhi                             | India                     |
| 2005. szeptember 4.                 | Pascal Couchepin, belügyminiszter | Zürich                            | Svájc                     |
| 2005. szeptember 9-11.              | Dirk Kempthorne, Frank H. Murkowski politikusok | Sun Valley, Anchorage             | Amerikai Egyesült Államok |
| 2005. október 1.                    | Giuliano Amato, politikus | Bolzano                           | Olaszország               |
| 2005. október 27.                   | Renuka Chowdhury, turisztikai miniszter | Delhi                             | India                     |
| 2005. november 6-16.                | Harry Reid, Nancy Pelosi, Dennis Hastert, Condoleezza Rice, George W. Bush, Jimmy Carter politikusok                                                    | Washington, San Francisco         | Amerikai Egyesült Államok |
| 2005. november 18.                  | Mangosuthu Buthelezi politikus | Edinburgh                         | Egyesült Királyság        |
| 2006. február 19.                   | Shlomo Amar, Yona Metzger, vallási vezetők | Jeruzsálem                        | Izrael                    |
| 2006. április 26.                   | Gilberto Gil, kultúrminiszter | São Paulo                         | Brazília                  |
| 2006. május 1.                      | Adolfo Pérez Esquivel, Nobel-békedíjas | Buenos Aires                      | Argentína                 |
| 2006. május 3-6.                    | Sergio Espejo, Felipe Harboe Bascunan, Paulina Urrutia, Martin Zilic, Antonio Leal Labrin, Jaime Naranjo Ortiz politikusok                              | Santiago de Chile                 | Chile                     |
| 2006. május 7.                      | Eliane Karp, államfő felesége | Lima                              | Peru                      |
| 2006. május 11.                     | Mario Iguaran politikus | Bogotá                            | Kolumbia                  |
| 2006. május 14.                     | Karin Gastinger, Maria Rauch-Kallat, Hubert Gorbach, Jörg Haider politikusok                                                                            | Sankt Veit an der Glan            | Ausztria                  |
| 2006. május 30 – június 1.          | Armand De Decker, Herman De Croo, Anne-Marie Lizin, Guy Verhofstadt, Josep Borrell, Gunter Verheugen, Wolfgang Schüssel,José Manuel Barroso politikusok | Brüsszel                          | Belgium                   |
| 2006. június 20-22.                 | Ghazi bin Muhammad herceg, II. Abdullah király és Rania királyné, ill. Ahmad Helail, imam                                                               | Ammán, Petra                      | Jordánia                  |
| 2006. szeptember 8-9.               | Monte Solberg, Gordon Campbell, Jason Kenny politikusok                                                                                                 | Vancouver                         | Kanada                    |
| 2006. szeptember 16-26.             | Arnold Schwarzenegger kormányzó, Bill Clinton volt elnök, Noor al-Hussein, volt jordán királyné, Óscar Arias, Costa Rica elnöke                         | New York, Denver                  | Amerikai Egyesült Államok |
| 2006. október 9-10.                 | Václav Havel, Alexandr Vondra politikusok | Prága                             | Csehország                |
| 2006. október 12.                   | Franco Marini, Fausto Bertinotti politikusok | Róma                              | Olaszország               |
| 2006. október 13.                   | XVI. Benedek pápa | Róma                              | Vatikán                   |
| 2006. október 13.                   | Massimo D’Alema, olasz külügyminiszter | Róma                              | Olaszország               |
| 2007. május 4.                      | amerikai politikusok: Walter Mondale, Jim Doyle, Nancy Pelosi                                                                                           | San Francisco                     | Amerikai Egyesült Államok |
| 2007. június 12.                    | Kevin Rudd, politikus | Canberra                          | Ausztrália                |
| 2007. június 14-15.                 | Helen Clark, új-zélandi politikus, John Howard, ausztrál miniszterelnök                                                                                 | Brisbane, Sydney                  | Ausztrália                |
| 2007. június 19.                    | Winston Peters külügyminiszter | Wellington                        | Új-Zéland                 |
| 2007. szeptember 10.                | Ernest Benach, Josep-Lluis Carod-Rovira katalán politikusok                                                                                             | Barcelona                         | Spanyolország             |
| 2007. szeptember 13-14.             | Mário Soares, Jorge Sampaio, Jaime Gama politikusok | Lisszabon                         | Portugália                |
| 2007. szeptember 17-20.             | Alfred Gusenbauer, Jörg Haider, Erwin Proll politikusok                                                                                                 | Hinterbruhl                       | Ausztria                  |
| 2007. szeptember 20-23.             | Angela Merkel, német kancellár, ill. politikusok: Roland Koch, Jürgen Rüttgers                                                                          | Münster, Wiesbaden, Berlin        | Németország               |
| 2007. október 16-19.                | John Negroponte, Nancy Pelosi, Harry Reid, Mitch McConnell, Steny Hoyer, John Boehner, George W. Bush politikusok                                       | Washington                        | Amerikai Egyesült Államok |
| 2007. október 29-30.                | Stéphane Dion, Gilles Duceppe, Jack Layton, Michaëlle Jean, Stephen Harper, Maxime Bernier, Stockwell Day, Jason Kenney, Peter Milliken politikusok     | Ottawa                            | Kanada                    |
| 2007. december 7-14.                | Giovanna Melandri, Franco Marini, Fausto Bertinotti, Gianni Vernetti, Riccardo Illy, Roberto Formigoni politikusok                                      | Milánó, Udine, Róma               | Olaszország               |
| 2008. április 12.                   | Christine Gregoire kormányzó | Seattle                           | Amerikai Egyesült Államok |
| 2008. május 15-19.                  | Heidemarie Wieczorek-Zeul, Jürgen Rüttgers, Norbert Lammert, Roland Koch politikusok                                                                    | Frankfurt am Main, Bochum, Berlin | Németország               |
| 2008. május 21-23.                  | Gordon Brown miniszterelnök, Rowan Williams, Canterbury érsek. Károly Wales-i herceg, illetve Nick Clegg és David Cameron politikusok                   | London                            | Egyesült Királyság        |
| 2008. június 11-15.                 | Stephen Smith, Chris Evans, Brendan Nelson politikusok                                                                                                  | Sydney, Perth                     | Ausztrália                |
| 2008. június 17-18.                 | II. Abdullah király és Rania királyné, ijll Ghazi bin Muhammad herceg                                                                                   | Ammán, Petra                      | Jordánia                  |
| 2008. június 21-25.                 | John McCain és Jim Doyle politikusok | Madison, Aspen                    | Amerikai Egyesült Államok |
| 2008. augusztus 16 – szeptember 22. | Carla Bruni, Bernard Kouchner, Rama Yade, Ségolène Royal politikusok                                                                                    | Nantes, Roqueredonde              | Franciaország             |
| 2008. november 30 – december 2.     | Karel Schwarzenberg, Václav Havel, Mirek Topolánek politikusok                                                                                          | Prága                             | Csehország                |
| 2008. december 2-4.                 | Herman Van Rompuy, Armand De Decker, Hans-Gert Pöttering, Yves Leterme politikusok                                                                      | Brüsszel                          | Belgium                   |
| 2008. december 5-11.                | Bogdan Borusewicz, Bronisław Komorowski, Lech Kaczyński, Nicolas Sarkozy, Donald Tusk politikusok                                                       | Gdansk, Varsó                     | Lengyelország             |
| 2009. február 10.                   | Roland Koch, Hessen miniszterelnöke | Baden-Baden                       | Németország               |
| 2009. június 11.                    | Hamid Ansari, államfő helyettes | Delhi                             | India                     |
| 2009. július 6-8.                   | Szonja Gandhi, Atal Behari Vajpayee, A.P.J. Abdul Kalam, L.K. Advani, politikusok                                                                       | Delhi                             | India                     |
| 2009. július 29-30.                 | Heidemarie Wieczorek-Zeul és Roland Koch, politikusok                                                                                                   | Frankfurt am Main                 | Németország               |
| 2009. augusztus 6.                  | Chiara Simoneschi-Cortesi, a svájci parlament elnöke | Lausanne                          | Svájc                     |
| 2009. szeptember 1.                 | Tsai Ing-Wen, politikus | Kaohsiung                         | Tajvan                    |
| 2009. szeptember 11-12.             | Jan Kohout, Jan Fischer, Václav Havel, F. W. de Klerk politikusok                                                                                       | Prága                             | Csehország                |
| 2009. október 6.                    | Nancy Pelosi politikus | Washington                        | Amerikai Egyesült Államok |
| 2009. november 18.                  | Gianfranco Fini politikus | Róma                              | Olaszország               |
| 2009. december 3-4.                 | Tony Abbott, Peter Garrett politikusok | Sydney                            | Ausztrália                |
| 2009. december 19.                  | Mallikarjun Kharge, politikus | Delhi                             | India                     |
| 2010. február 18.                   | Hillary Clinton, Barack Obama politikusok | Washington                        | Amerikai Egyesült Államok |
| 2010. április 6-7.                  | Boštjan Žekš, Janez Janša politikusok | Maribor                           | Szlovénia                 |
| 2010. április 8.                    | Pascale Bruderer Wyss politikus | Zürich                            | Svájc                     |
| 2010. október 22.                   | Jason Kenney politikus | Toronto                           | Kanada                    |
| 2010. november 12.                  | Nobel-békedíjasok: Mohammed el-Barádei és F. W. de Klerk                                                                                                | Hirosima                          | Japán                     |
| 2010. november 20.                  | Abdul APJ Kalam, volt államfő | Delhi                             | India                     |

### 2010 után
| Dátum                         | Találkozó | Város                                                                 | Ország                                                    |
| ----------------------------- | --- | --------------------------------------------------------------------- | --------------------------------------------------------- |
| 2011. április 13.             | Mary Robinson korábbi ír államfő                                                                              | Dublin                                                                | Svájc                                                     |
| 2011. június 14.              | Tony Abbott politikus                                                                                         | Canberra                                                              | Ausztrália                                                |
| 2011. július 7.               | John Boehner, Nancy Pelosi politikusok                                                                        | Washington                                                            | Amerikai Egyesült Államok                                 |
| 2011. július 16.              | Barack Obama, elnök                                                                                           | Washington                                                            | Amerikai Egyesült Államok                                 |
| 2011. augusztus 17.           | Toomas Hendrik Ilves, államfő, Mart Laar, védelmi miniszter                                                   | Tallinn                                                               | Észtország                                                |
| 2011. augusztus 22-23.        | Norbert Kartmann, Volker Bouffier politikusok                                                                 | Wiesbaden                                                             | Németország                                               |
| 2011. szeptember 9-11.        | Miguel Alonso Reyes, Felipe Calderón, Vicente Fox politikusok                                                 | Mexikóváros                                                           | Mexikó                                                    |
| 2011. szeptember 13.          | Nobel-békedíjas: Adolfo Pérez Esquivel                                                                        | Buenos Aires                                                          | Argentína                                                 |
| 2011. november 7.             | Abe Sinzó miniszterelnök                                                                                      | Tokió                                                                 | Japán                                                     |
| 2011. december 10.            | Václav Havel, Karel Schwarzenberg politikusok                                                                 | Prága                                                                 | Csehország                                                |
| 2012. április 15.             | Neil Abercrombie, Hawaii kormányzója                                                                          | Honolulu                                                              | Amerikai Egyesült Államok                                 |
| 2012. április 25.             | Mikhail Gorbachev, Lech Wałęsa                                                                                | Chicago                                                               | Lengyelország                                             |
| 2012. április 27.             | Stephen Harper, Jason Kenney politikusok                                                                      | Ottawa                                                                | Kanada                                                    |
| 2012. május 14.               | David Cameron, Nick Clegg politikusok, ill. Rowan Williams canterburyi érsek                                  | London                                                                | Egyesült Királyság                                        |
| 2012. május 18-27.            | Sebastian Kurz, Werner Faymann, Michael Spindelegger, Gabriele Burgstaller, Gerhard Dörfler politikusok       | Klagenfurt, Salzburg, Bécs                                            | Ausztria                                                  |
| 2012. június 19-20.           | Károly herceg, ill. Nobel-békedíjas Aun Szan Szu Kji                                                          | London                                                                | Egyesült Királyság                                        |
| 2012. október 8.              | Nobel-békedíjasok: Mohammed el-Barádei és Sirin Ebádi                                                         | Syracuse                                                              | Amerikai Egyesült Államok                                 |
| 2013. április 16.             | Maya Graf politikus                                                                                           | Bern                                                                  | Svájc                                                     |
| 2013. május 7-14.             | amerikai politikusok                                                                                          |                                                                       | Amerikai Egyesült Államok                                 |
| 2013. szeptember 10-11.       | Janis Bordans, Vaira Vīķe-Freiberga politikusok                                                               | Riga                                                                  | Lettország                                                |
| 2013. szeptember 11-13.       | Vytautas Landsbergis, Dalia Grybauskaitė politikusok                                                          | Vilnius                                                               | Litvánia                                                  |
| 2013. szeptember 15.          | Nobel-békedíjas Aung San Suu Kji                                                                              | Prága                                                                 | Csehország                                                |
| 2013. október 15.             | Vicente Fox, volt mexikói államfő                                                                             | San Cristóbal                                                         | Mexikó                                                    |
| 2013. október 23.             | Donald Tusk miniszterelnöke                                                                                   | Varsó                                                                 | Lengyelország                                             |
| 2014. február 21 – március 6. | John Boehner, Nancy Pelosi, Harry Reid, Jerry Brown, Barack Obama politikusok                                 | Washington, Los Angeles                                               | Amerikai Egyesült Államok                                 |
| 2014. május 10.               | Frans Timmermans, külügyminiszter                                                                             | Rotterdam                                                             | Hollandia                                                 |
| 2014. május 13.               | Volker Bouffier, Hesse miniszterelnöke                                                                        | Frankfurt                                                             | Németország                                               |
| 2015. február 7.              | Guy Morin, Bázel elnöke                                                                                       | Bázel                                                                 | Svájc                                                     |
| 2015. július 1-10.            | George W. Bush, Nancy Pelosi politikusok                                                                      | Dallas, New York                                                      | Amerikai Egyesült Államok                                 |
| 2015. július 12-14.           | Claudia Roth, Norbert Kartmann, Volker Bouffier politikusok                                                   | Wiesbaden                                                             | Németország                                               |
| 2016. március 4.              | Paul Ryan, politikusok                                                                                        | Dallas, New York                                                      | Amerikai Egyesült Államok                                 |
| 2016. március 11.             | Tavakkul Karmán, Nobel-békedíjas, és Kate Gilmore, ENSZ emberjogi biztos                                      | Genf                                                                  | Svájc                                                     |
| 2016. július 15.              | Barack Obama, Az Amerikai Egyesült Államok elnöke                                                             | Washington                                                            | USA                                                       |
| 2016. október 16.             | Andrej Kiska, Szlovákia miniszterelnöke                                                                       | Pozsony                                                               | Szlovákia                                                 |
| 2016. október 18.             | Pavel Bělobrádek és Daniel Herman                                                                             | Prága                                                                 | Csehország                                                |
| 2016. október 20.             | Giuseppe Sala és Angelo Scola                                                                                 | Milánó                                                                | Olaszország                                               |
| 2016. november 19–23.         | Beszédeket tartott                                                                                            | Ulánbátor                                                             | Mongólia                                                  |
| 2017 June 13–25.              | Beszédeket tartott és találkozott polgármesterekkel                                                           | Rochester, San Diego, Orange megye, Minneapolis, Boston               | USA                                                       |
| 2017 szeptember 8–22.         | Beszédeket tartott                                                                                            | Derry, Frankfurt, Taormina, Messina, Palermo, Firenze, Pisa, Riga     | Northern Ireland · Németország · Olaszország · Lettország |
| 2018. június 12-19.           | Vytautas Landsbergis és Remigijus Šimašius                                                                    | Vilnius, Riga                                                         | Litvánia · Lettország                                     |
| 2018. szeptember 10-26.       | Több beszédet is tartott. Találkozók: Lech Wałęsa, Rebecca Johnson, Claudia Roth, Jochen Partsch és még mások | Malmö, Amszterdam, Rotterdam, Darmstadt, Heidelberg, Rikon im Tösstal | Svédország · Hollandia · Németország · Svájc              |
| 2018. november 12-25.         | Beszédet tartott                                                                                              | Tokió、Jokohama                                                       | Japán                                                     |